# Vaundy
Vaundy (6 giugno 2000) è un cantante giapponese.

## Biografia
Vaundy si è fatto conoscere col successo Tōkyō Flash (2019), certificato doppio platino dalla Recording Industry Association of Japan ed estratto dall'album in studio d'esordio Strobo; quest'ultimo, presentato nel maggio 2020, si è fermato alla 6ª posizione della graduatoria dischi della Oricon. Il disco contiene i successi Fukakōryoku (triplo platino), Boku wa Kyō mo (oro), Life Hack (platino) e Bye by Me (oro), nonché la traccia di successo Kaijū no Hanauta (diamante). Vaundy si è conteso l'MTV Europe Music Award al miglior artista giapponese del 2021.
Nel febbraio 2022 è stato reso disponibile l'EP di debutto Hadaka no Yūsha, anch'esso fermatosi nella top 5 giapponese; lo stesso ha prodotto il brano di successo Hadaka no Yūsha, certificato platino, nonché secondo ingresso del cantante nella top 5 giapponese. È stato premiato agli MTV Video Music Awards Japan come artista dell'anno nel novembre seguente.
Il secondo disco, Replica, è stato messo in commercio un anno dopo ed è stato trainato da diciannove estratti; il progetto si è fermato sul podio della classifica dischi nazionale ed è stato certificato oro dalla RIAJ per le 100 000 copie fisiche. Mentre Odoriko (2021) è stato il singolo ad aver accumulato il maggior numero di dischi di platino (3; equivalenti a 300 milioni di stream), Chainsaw Blood (2022) è stato l'unico a essersi spinto fino alla top 15 della hit parade.
Time Paradox (2024), doppio platino per le 2 milioni di unità, ha segnato la sua seconda entrata tra i primi 10 posti in Giappone. Dal novembre 2024 al mese di marzo è stato impegnato con la tournée nelle arene Fusion; in modo particolare, ha riempito la Saitama Super Arena per due serate di fila, stabilendo così un nuovo primato nella storia dell'impianto. Nell'aprile 2025 ha ricevuto la candidatura in cinque categorie ai Music Awards Japan, contendendosi il titolo di artista dell'anno e album dell'anno col secondo LP.

## Discografia

### Album in studio
- 2020 – Strobo
- 2023 – Replica

### EP
- 2022 – Hadaka no Yūsha

### Singoli
- 2019 – Tōkyō Flash
- 2020 – Fukakōryoku
- 2020 – Boku wa Kyō mo
- 2020 – Life Hack
- 2020 – Bye by Me
- 2020 – Sekai no Himitsu
- 2021 – Yūkai Sink
- 2021 – Shiwaawase
- 2021 – Benefits
- 2021 – Hanauranai
- 2021 – Tokimeki
- 2021 – Naki Jizō
- 2021 – Odoriko
- 2022 – Hadaka no Yūsha
- 2022 – Koikaze ni Nosete
- 2022 – Sōmatō
- 2022 – Mabataki
- 2022 – Chainsaw Blood
- 2022 – Hitomibore
- 2022 – Wasure Mono
- 2022 – Oki Tegami
- 2023 – Mabuta
- 2023 – Sonna Bitter na Hanashi
- 2023 – Zero
- 2023 – Todome no Ichigeki (feat. Cory Wong)
- 2024 – Time Paradox
- 2024 – Homunculus/Gift
- 2024 – Gorilla Shibai
- 2024 – Fūjin
- 2025 – Hashire Sakamoto
- 2025 – Jinsei wa Mix Nuts no Kumiawase
- 2025 – Boku ni wa Dōshite Wakarundarō